# Hwayang-myeon, Yeosu
Hwayang-myeon (koreanska: 화양면) är en socken i stadskommunen Yeosu i provinsen Södra Jeolla, i den södra delen av Sydkorea, 325 km söder om huvudstaden Seoul. 